# 羽裂玄参
羽裂玄参（学名：Scrophularia kiriloviana）为玄参科玄参属下的一个种。

## 扩展阅读
- 維基物種上的相關：羽裂玄参